# خوسيه مانويل كرسبو
خوسيه مانويل كرسبو (بالإسبانية: José Manuel Crespo)‏ هو راكب الكنو إسباني، ولد في 4 أبريل 1972.

## وصلات خارجية
- خوسيه مانويل كرسبو على موقع أوليمبيديا (الإنجليزية)